# Cimitirul Romano-Catolic din Târgu Mureș
Cimitirul Romano-Catolic (în maghiară Római katolikus temető) este situat în centrul istoric al orașului Târgu Mureș, în strada Al. Papiu Ilarian (numită până în 1920 Kálvária). A fost înființat în 1729.

## Istoric
Primul cimitir din orașul Târgu Mureș era amenajat lângă biserica catolică cu hramul „Sfântul Nicolae”, care și-a  pierdut  rolul  odată  cu  cel  al  bisericii la sfârșitul secolului al XVI-lea. În locul cimitirului și bisericii a fost construit ulterior Colegiul Reformat, unde, cu ocazia săpăturilor pentru fundații s-au găsit oase umane. Cimitirul din jurul bisericii franciscane din cetate a fost ființat din secolul al XIV-lea până în prima parte a secolului al XVII-lea, când s-a  amenajat  noul  cimitir reformat.  Potrivit  sondajelor  mai  vechi  sau  celor  realizate  cu  ocazia  lucrărilor  de  restaurare  a  cetății, s-a  stabilit  că  cimitirul  principal era situat la sud de biserică, până în apropierea curtinei, dar și la nord de nava bisericii, spre  curtina  de  vest.  S-au  stabilit  două  etape  de  folosire:  prima,  mai  veche,  pentru  secolele  XIV-XV  și  a  doua,  până  în  secolul  al  XVII-lea.

## Personalități
- Béla Jaross (d. 1959), prelat papal, abate, protopop, preot romano-catolic[2]
- István Bocskay (d. 1959), medic stomatolog, profesor universitar, doctor în științe medicale[4]
- András Csorba (d. 1987), actor, director al Teatrului de Stat din Târgu Mureș (1970-1973) și rector al Institutului de Teatru „Szentgyörgyi István” din Târgu-Mureș (1981-1987)[5]

## Obiective
- Capela Patrubány
- Capela Sf. Rozalia (1739)
- Monumentul honvezilor căzuți la Don
- Poarta secuiască

### Monumente istorice
- Monumentul funerar István Petelei (cod LMI MS-IV-m-B-16088)
- Monumentul funerar Anna Engelhardt (cod LMI MS-IV-m-B-16098)

## Imagini

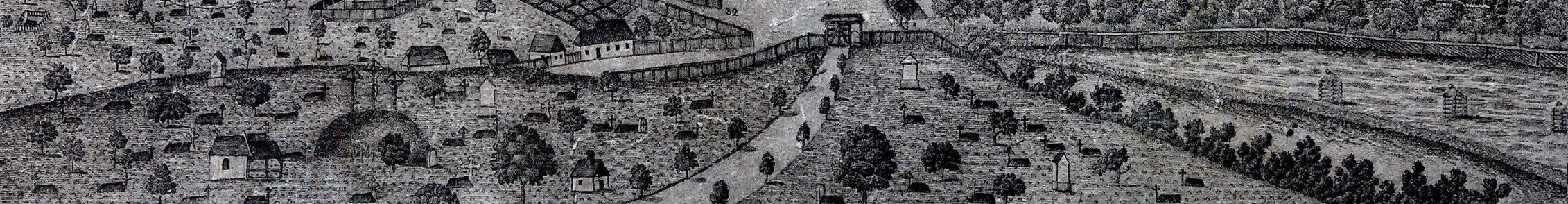
Cimitirul romano-catolic pe gravura lui István Mikolai Tóth din 1822
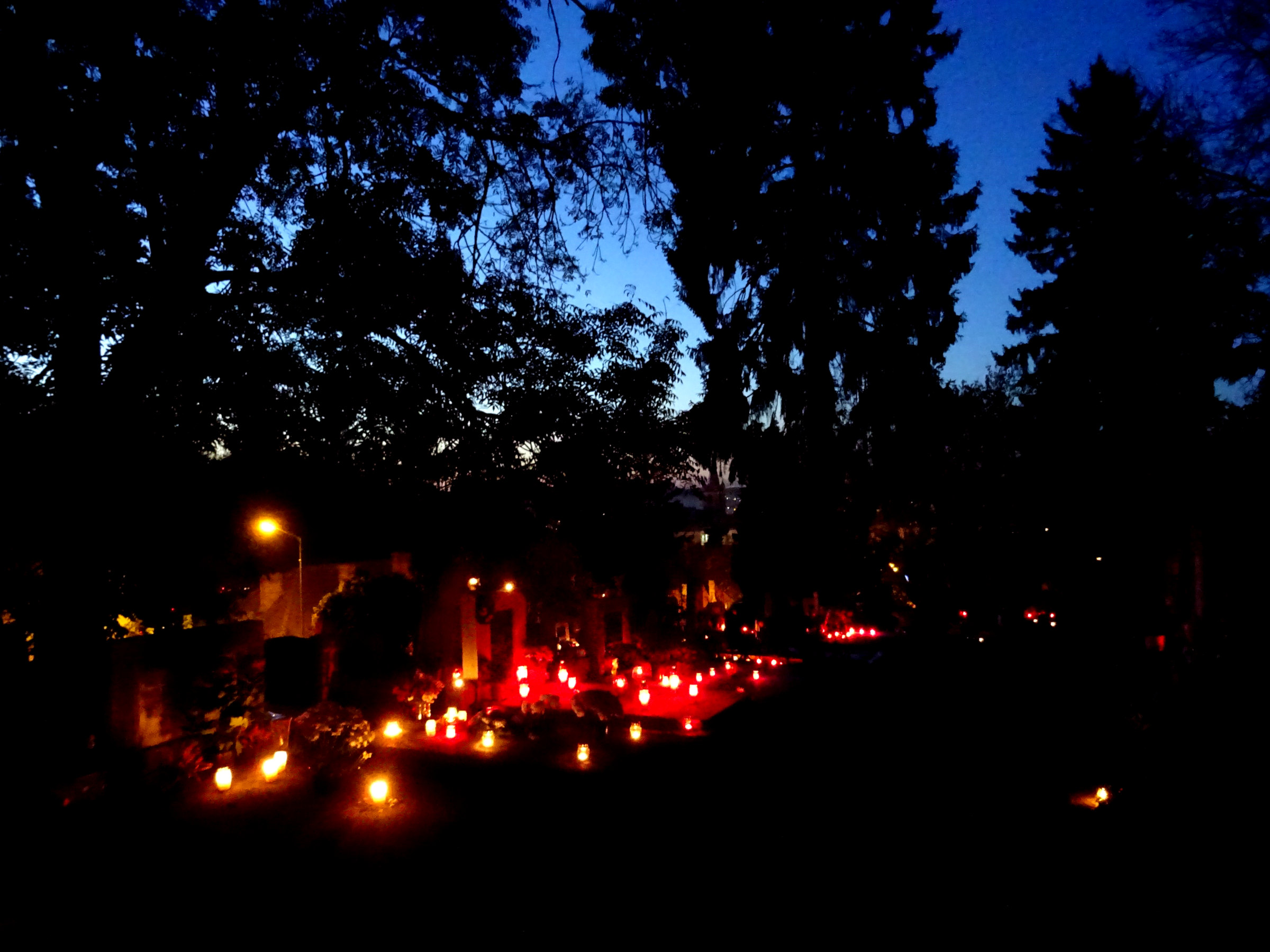
Cimitirul de Sărbătoarea Tuturor Sfinților
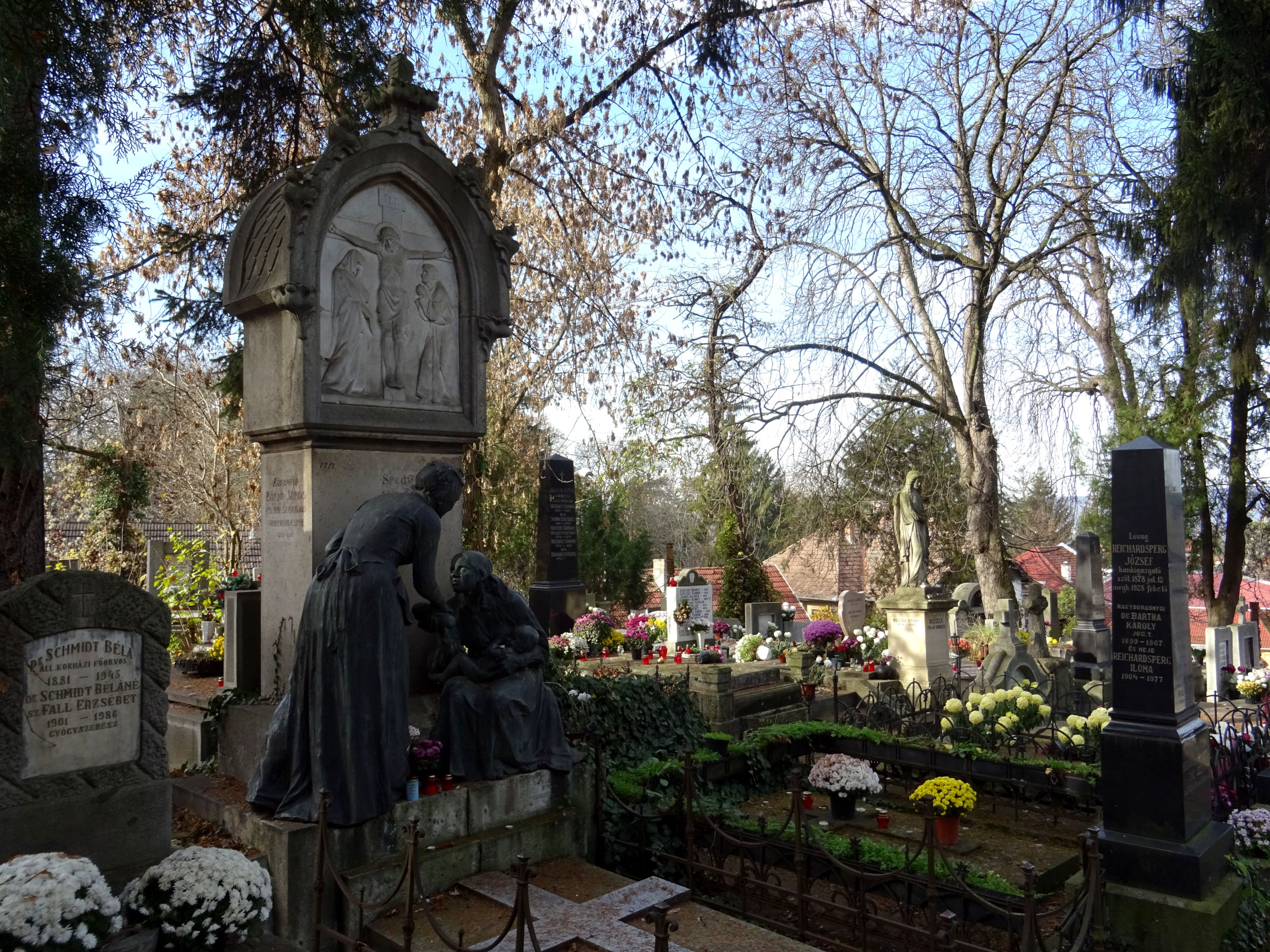
Grupul statuar al familiei Züllich